# オスティエンセ街道
オスティエンセ街道（Via Ostiensis、イタリア語: via Ostiense）は古代ローマの重要なローマ街道の1つ。ローマから西に30kmの重要な海港 Ostia Antica（オスティア）までの街道である。フォルム・ボアリウムの近くを起点とし、アヴェンティーノとテヴェレ川の間を抜け、テヴェレ側左岸（東側）を進み、セルウィウス城壁のトリゲミナ門を通って、ローマを離れる。後にアウレリアヌス城壁ができると、サン・パオロ門を通って市内から出て行くようになった。ローマ帝国後期には経済危機によって貿易が衰退し、同時に商港としてのオスティアも衰退した。
コンスタンティヌス1世の時代以降 Via Portuensis の重要性が増し、逆にオスティエンセ街道はさびれていった。オスティエンセ街道とほぼ同じ経路の道が今もローマとオスティアを結んでおり、マーレ通り (Via del Mare) とも呼ばれている。この道のそばにサン・パオロ・フオーリ・レ・ムーラ大聖堂のバシリカがある。

## ローマ橋
この街道沿いには、Ponte presso Tor di Valle というローマ橋が残っている。